# Lendcanaltramway

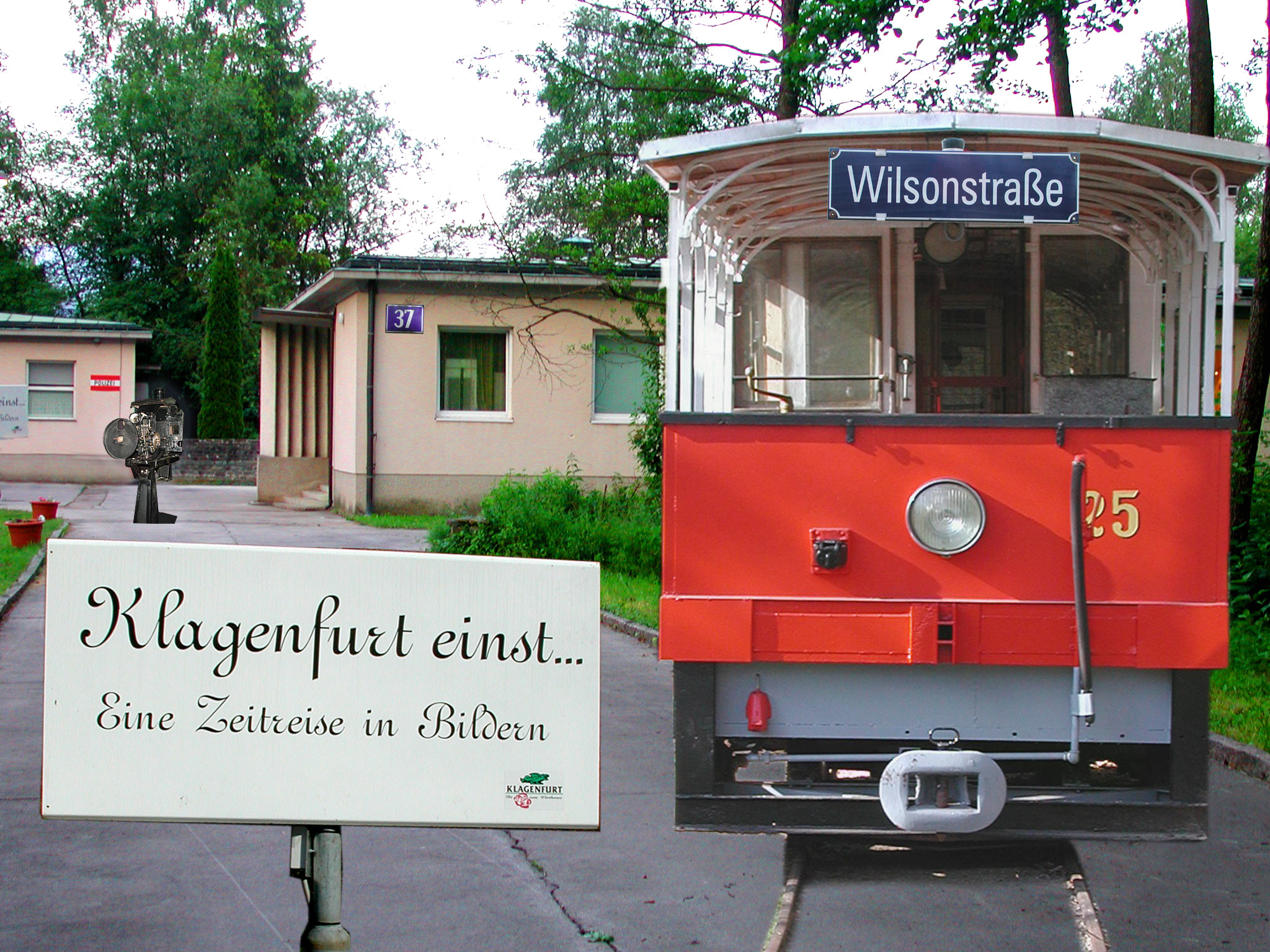
Akkutriebwagen und Ausstellungs-Hinweis „Klagenfurt einst - Eine Zeitreise in Bildern“

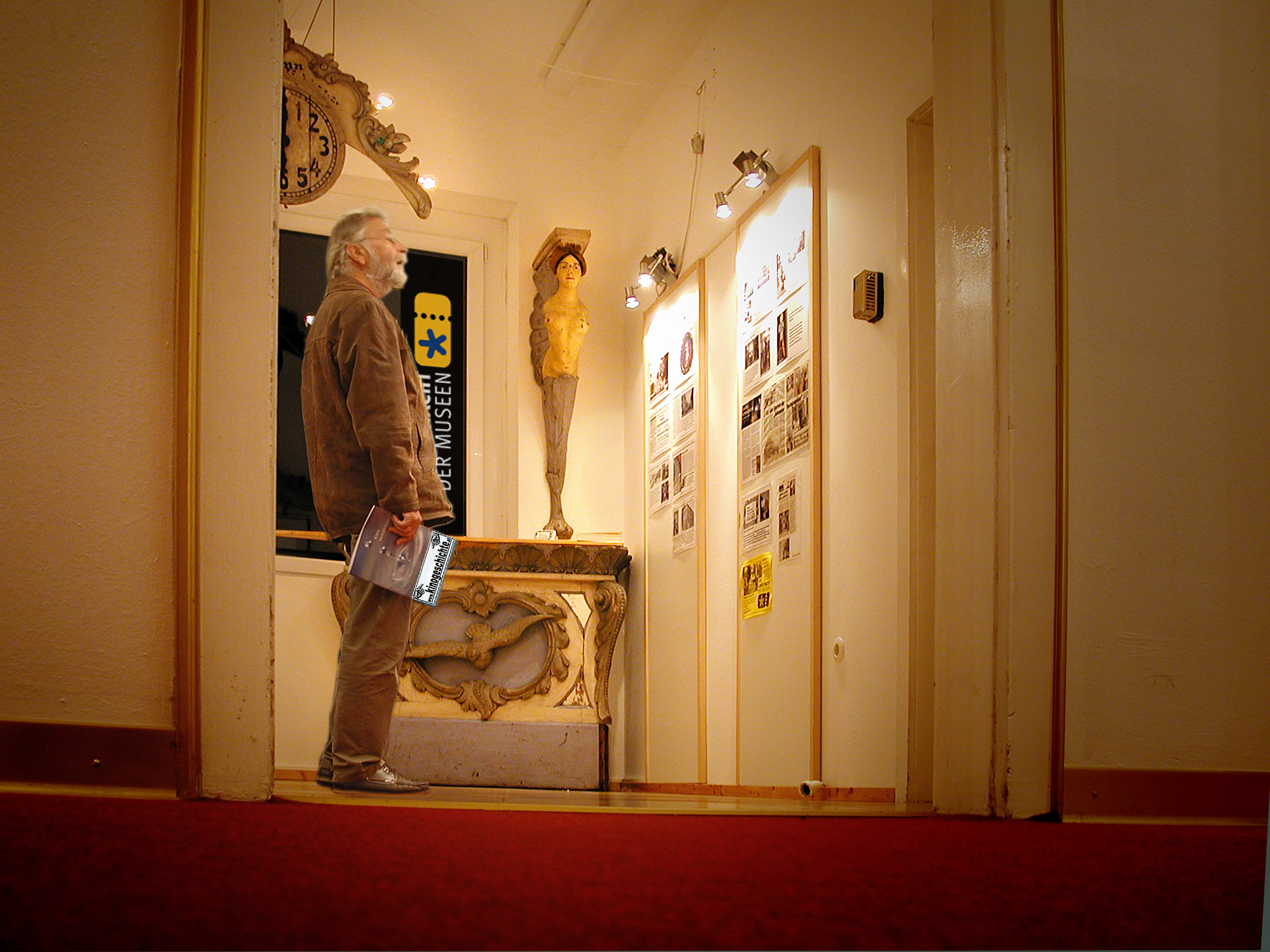
Kinomuseum Klagenfurt im ehemaligen ORF-Sendergebäude See

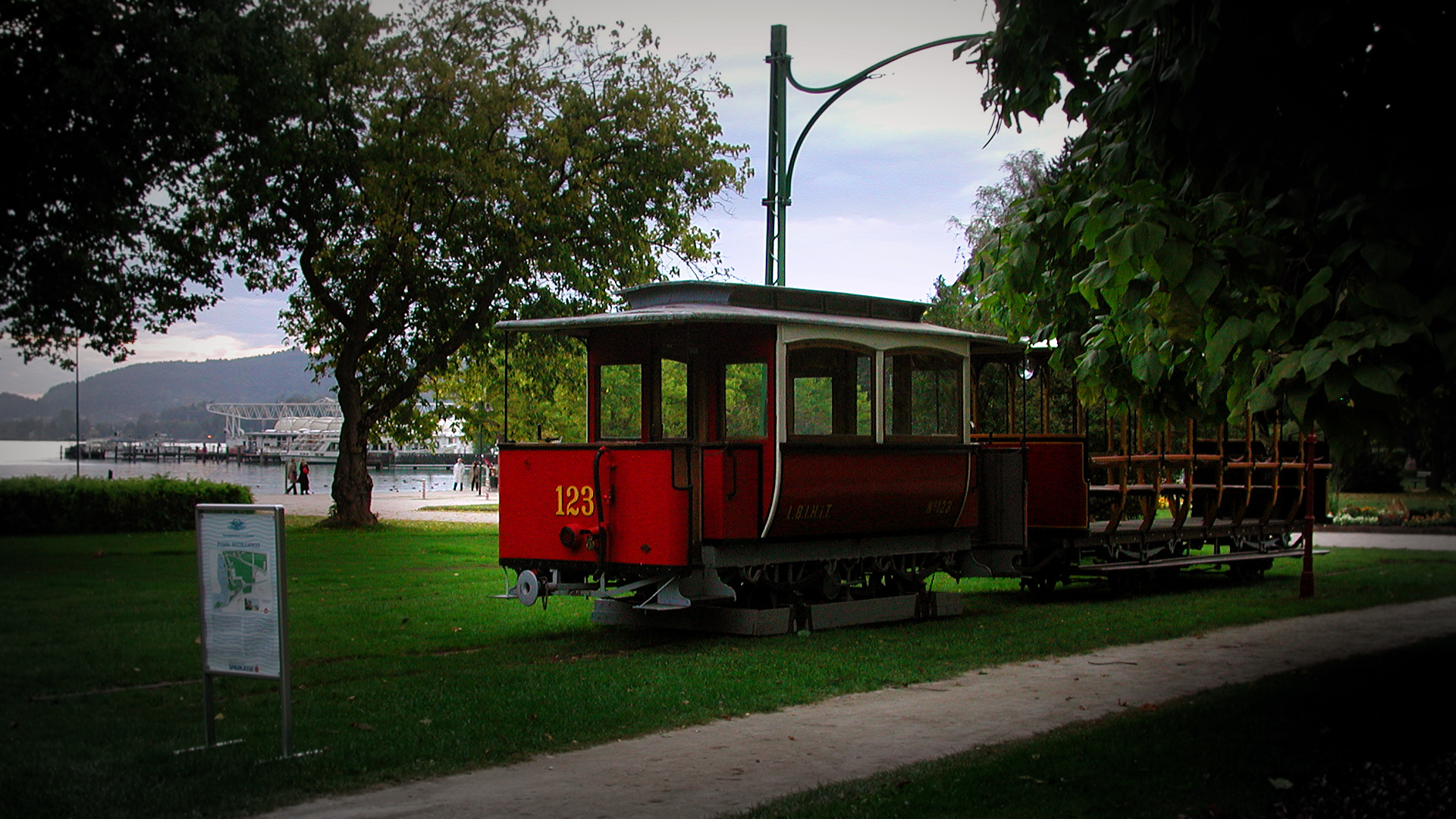
Im Mai 2011 sollte die Seetramway den Betrieb aufnehmen

Die Museumstramway Klagenfurt See (Lendcanaltramway) ist eine Museumsstraßenbahn, die vom Verein Nostalgiebahnen in Kärnten (NBiK) betrieben wird. Sie wurde im Jahr 1976 in der Nähe des Europaparks im Naturschutzgebiet des Lendspitz in der Stadt Klagenfurt am Wörthersee errichtet. Heute ist sie in den Sommermonaten als Elektro- bzw. Pferdetramway in Betrieb.
Das Ziel des Museums war es, eine Demonstrationsstrecke für die vom Verein geretteten und wieder aufgearbeiteten Straßenbahnfahrzeuge zu schaffen. Im Jahr 1975 konnten 40 Wagen europäischer Straßenbahn-Unternehmen aus verschiedenen Epochen angesammelt werden. Im Sommer 1976 entstand die 750 Meter lange Strecke mit vier Haltestellen sowie einem viergleisigen Remisengelände.
An den Wochenenden im Sommer wurde ab 1977 ein Betrieb mit Pferdekraft angeboten; im Einsatz stand der Haflinger „Max“ sowie geschlossene Beiwagen der ehemaligen Innsbrucker Straßenbahn-Linie 4. Zeitweise wurde auch ein restaurierter Sommerwagen der ehemaligen Klagenfurter Straßenbahn eingesetzt. Wegen des großen Radstandes hatte dieses Fahrzeug im engen „Lendbogen“ große Probleme und wurde nach mehreren Entgleisungen nur mehr sporadisch eingesetzt.
Für Verschubarbeiten stand ein umgespurter Rangiertraktor der ehemaligen St. Pöltner Straßenbahn mit einem VW-Motor zur Verfügung. Am Streckenbeginn am Lendkanal etablierte sich ein Imbisswagen („Zur Tramway“ in einem Beiwagen der Stubaitalbahn), die Endstelle bot eine Ausstellung über den Öffentlichen Personennahverkehr (ÖPNV) in Klagenfurt.
Trotz des Einsatzes von ehrenamtlichem Personal waren die Betriebserfolge bescheiden. Dies lag einerseits am abgelegenen Standort (der Europapark durfte nicht berührt werden, und der Lendkanal bildete eine natürliche Barriere für die Besucher), andererseits lag der Endpunkt „im Nichts“. Der Pferdebetrieb wurde ab Ende der 1980er Jahre aufgrund der hohen Kosten zugunsten eines elektrischen Akkumulatortriebwagens zunehmend eingestellt. Der Rangiertraktor wurde in der vereinseigenen Werkstatt zum Akkutriebwagen (Nr. 25) mit Sitzplätzen umgebaut. Damit kann ein kostensparender Betrieb der Straßenbahn als bisher erreicht werden.
Nach der Abspaltung des Vereins NBiK von den „Kärntner Museumsbahnen (KMB)“ im Jahr 1990 wurde der Tramwaybetrieb von diesem Verein übernommen.
Im Jahr 2006 wurde im aufgelassenen ORF-Mittelwellensender "See" direkt neben der Station „Lendcanal“ eine große Ausstellung unter dem Titel „Klagenfurt einst – Eine Zeitreise in Bildern“ über den ÖPNV in Klagenfurt sowie über die Wörthersee-Schifffahrt eröffnet. Weitere Projekte sind eine Garteneisenbahn und ein Ausbau des Museums. Aus einer Sonderausstellung im Jahr 2007 mit dem Titel „Mit der Tramway zu den Anfängen des Kinos“ ist schließlich das Kinomuseum Klagenfurt geworden.
Ein erstes Stück Gleis mit historischen Straßenbahnwagen aus dem Gründungsjahr 1891 stellte im Herbst 2008 den Start zur Realisierung des Projekts „Seetramway“ dar. Immer wieder gab es Pläne, die Museumstramway auf das Gebiet des Europaparks auszuweiten. Diese Pläne wurden allerdings trotz eines Grundsatzbeschlusses des Klagenfurter Stadtsenats aus dem Jahr 2008 aus Kostengründen wieder verworfen. Im Jahr 2018 wurde vom Verein NBiK beschlossen, die Garnitur(en) der Klagenfurter Straßenbahn künftig auf der Strecke zwischen dem Ferlacher Technikmuseum Historama und dem Ferlacher Bahnhof fahren zu lassen.